# Shawn Crahan

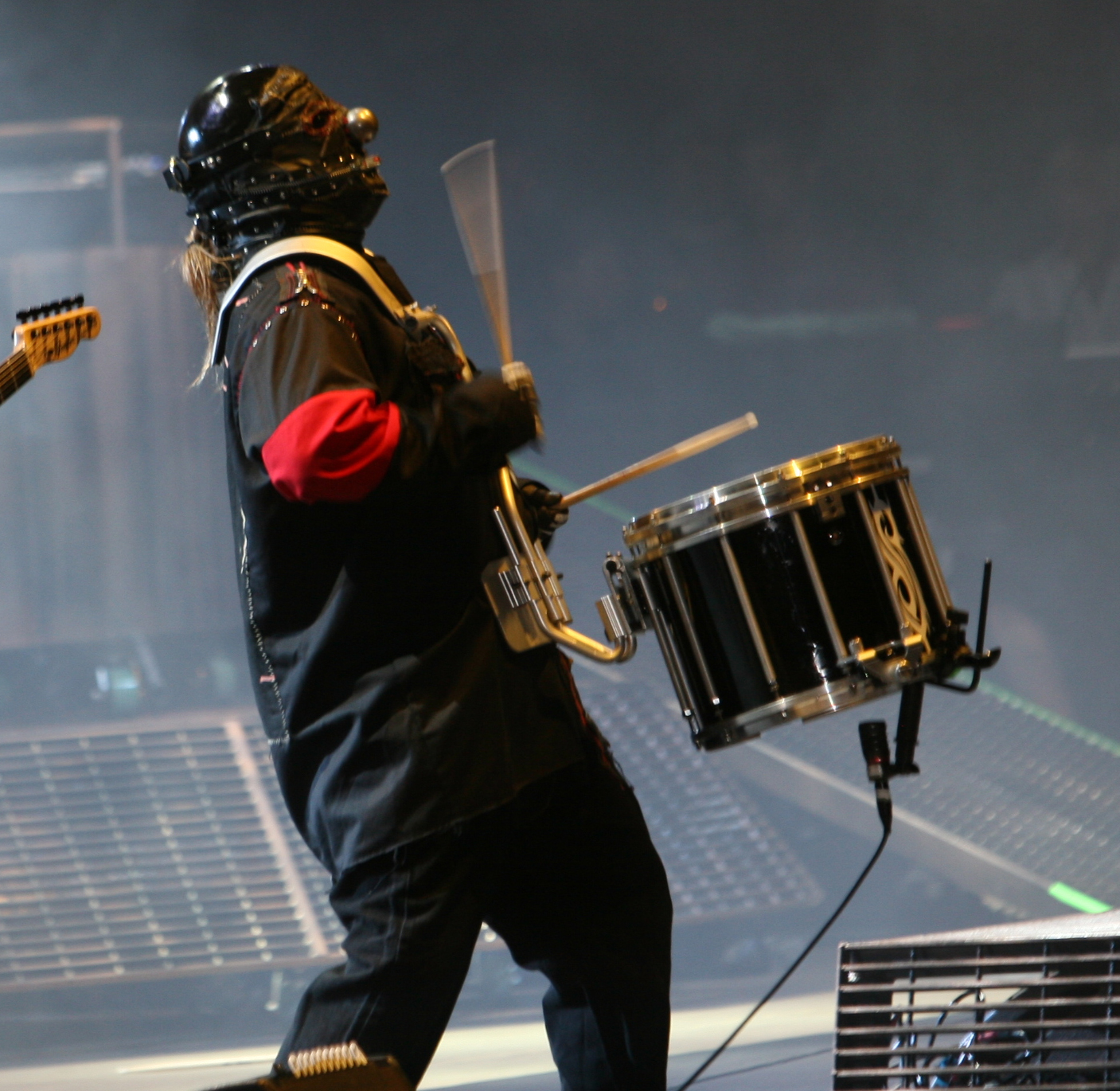
Shawn Crahan 2008.

Michael Shawn "Clown" Crahan, född 24 september 1969 i Des Moines, Iowa, är en amerikansk heavy metal-musiker och den äldste av medlemmarna i bandet Slipknot. Han har nummer sex och är den första slagverkaren. Shawn är den enda nuvarande medlemmen som varit med sedan bandet skapades. Det var han, Paul Gray och den förre sångaren Anders Colsefini som skapade bandet, men han var ursprungligen trummis istället för slagverkare innan Joey Jordison tog hans plats bakom trummorna. 
Shawn gör bakgrundsskrik i många låtar och ibland slår han på ölkaggar med baseballträn. Han gör ofta lekfulla scenframträdanden och rör mycket på sig på scenen.
Shawn är gift med Chantel och har 4 barn.

## Mask
Shawn använde sig förut av en normal clownmask. Numera är den mer "ond", med bandage och blod. Under Iowa-perioden hade han från början en clownmask men med ett pentagram inristat över hela ansiktet och med en öppen hjärna som han brukade "gräva" i under liveframträdanden och i musikvideor. Men på senare tid har han en ny mask på grund av att de vid varje nytt album "uppdaterar maskerna". I början av All Hope Is Gone cykeln hade han en clownmask av läder som du kan se till höger. Nu har han en plastmask som ser mer sminkad ut som en kvinna istället för en clown.

## Sidprojekt
- To My Surprise
- Dirty Little Rabbits
- The Black Dots Of Death